# طب المسالك البولية لدى الأطفال
طب المسالك البولية لدى الأطفال هو اختصاص فرعي جراحي في الطب يتعامل مع اضطرابات النظم البولية التناسلية للأطفال. يقدم أطباء المسالك البولية للأطفال الرعاية للبنين والبنات على حد سواء بدءا من الولادة وحتى سن مبكر من البلوغ. والمشاكل الأكثر شيوعا هي تلك التي تنطوي على اضطرابات التبول ، والأعضاء التناسلية والخصيتين.

## مناطق التركيز
بعض المشاكل التي يتعاملون معها هي:
- مشاكل التحكم في المثانة مثل التبول اللاإرادي وسلس البول أثناء النهار
- الخصيتين غير المكفولة (الخصية غير الصحيحة)
- الحالب المسطح (حصوات المثانة والكلى)
- تشوردي وتشوهات طفيفة أخرى من القضيب
- انسداد البولية والجزر القيحي
- المثانة العصبية (على سبيل المثال، المرتبطة بانشقاق العمود الفقري)
- هيدروفيروسيت ما قبل الولادة
- الأورام وسرطانات الكلى
- إصلاح الصدمات البولية التناسلية
- التشوهات البولي التناسلية والعيوب الخلقية

## أطباء المسالك البولية للأطفال
في أمريكا الشمالية، يرتبط معظم أطباء المسالك البولية للأطفال بمستشفيات الأطفال. و عادةً ما يتكون التدريب للحصول على شهادة مجلس في جراحة المسالك البولية للأطفال من التدريب الجراحي كجزء من إقامة المسالك البولية يليها التدريب التخصصي الفرعي في جراحة المسالك البولية للأطفال في مستشفى رئيسي للأطفال. في الهند، تمارس جراحة المسالك البولية لدى الأطفال من قبل الجراحين للأطفال مع اهتمام خاص / تدريب في المسالك البولية للأطفال وكذلك من قبل المسالك البولية للكبار الذين يتلقون التدريب في طب المسالك البولية لدى الأطفال.

## روابط خارجية
- American Urological Association pediatric pages
- Journal of Pediatric Urology
- Pediatric طب الجهاز البولي Education
- Division of Urology at The Children's Hospital of Philadelphia
- Pediatric Urology in India